# Durga Bhabani
Durga Bhabani (nep. दुर्गा भवानी) – gaun wikas samiti w zachodniej części Nepalu w strefie Mahakali w dystrykcie Baitadi. Według nepalskiego spisu powszechnego z 2011 roku liczył on 470 gospodarstw domowych i 2350 mieszkańców (1337 kobiet i 1013 mężczyzn).